# رالستونية خطيرة
رالستونية خطيرة (الاسم العلمي: Ralstonia insidiosa) هي نوع من البكتيريا، سلبية الغرام، تتبع جنس الرالستونيا.